# Ludwig Huber (Politiker, 1889)

Ludwig Huber

Ludwig Huber (* 10. Dezember 1889 in Ibach; † 18. Januar 1946 ebenda) war ein deutscher Landwirt und Politiker (NSDAP).

## Leben und Beruf
Nach dem Volksschulabschluss 1904 und dem Besuch der Landwirtschaftsschule arbeitete Huber als selbständiger Landwirt in Ibach. Er leistete von 1911 bis 1913 Wehrdienst beim Grenadier-Regiment 109 in Karlsruhe und nahm ab August 1914 als Soldat am Ersten Weltkrieg teil. Während des Krieges wurde er an der Westfront eingesetzt. Im Juli 1916 geriet er in britische Gefangenschaft, aus der er im November 1919 entlassen wurde. Im Anschluss übte er wieder seine Tätigkeit als Landwirt aus.

## Politik
Huber trat zum 1. Januar 1930 der NSDAP bei (Mitgliedsnummer 186.436) und war von 1930 bis 1934 Kreisleiter der Partei im Bezirksamt Oberkirch. Er wurde im März 1930 Gauredner des NSDAP-Gaues Baden und fungierte daneben als dortiger Landesbauernführer. Seit 1934 war er Obersturmbannführer der SS (SS-Nummer 155.368). Huber war seit 1930 Kreistagsmitglied des Kreises Offenburg. Er wurde bei der Reichstagswahl im Juli 1932 in den Deutschen Reichstag gewählt und war auch von 1933 bis 1945 Mitglied des Reichstages. Huber amtierte in den 1930er und 1940er Jahren als Bürgermeister der Gemeinde Ibach.